# Olympische Jugend-Sommerspiele 2010/Teilnehmer (Athleten aus Kuwait)
| Gelbes Symbol für Goldmedaillen mit stilisierten Olympischen Ringen | Graues Symbol für Silbermedaillen mit stilisierten Olympischen Ringen | Braundes Symbol für Bronzemedaillen mit stilisierten Olympischen Ringen |
| ------------------------------------------------------------------- | --------------------------------------------------------------------- | ----------------------------------------------------------------------- |
| —                                                                   | —                                                                     | 1                                                                       |

Die Jugend-Olympiamannschaft aus Kuwait für die I. Olympischen Jugend-Sommerspiele vom 14. bis 26. August 2010 in Singapur bestand aus drei Athleten. Da das Nationale Olympische Komitee Kuwaits vom Internationalen Olympischen Komitee (IOC) suspendiert worden war, starteten diese unter der Olympischen Flagge.

## Medaillengewinner
Mit einer gewonnenen Bronzemedaille belegte das Team Platz 85 im Medaillenspiegel.

### Bronze
- Abdullah Al-Thuwaini, Schwimmen: 50 m Rücken

## Athleten nach Sportarten

### Leichtathletik
Jungen
- Yousef Karam
400 m Hürden: DNS

### Schießen
Mädchen
- Hessah Al-Zayed
Luftgewehr 10 m: 8. Platz

### Schwimmen
Jungen
- Abdullah Al-Thuwaini
100 m Freistil: 30. Platz
200 m Freistil: DNS
50 m Rücken: Bronze 
100 m Rücken: 8. Platz